# 許宏鋒
許宏鋒（Hui Wang Fung，1994年2月4日—），生於香港，香港職業足球運動員，司職前鋒或翼鋒，現時效力香港乙組聯賽球會駒駒騰。

## 球會生涯
許宏鋒生於香港，小學一年級已開始踢足球，不過中學時未受訓，已在100米短跑賽跑出11秒左右的成績，令他的田徑教練希望將他帶到香港隊受訓，惟他卻對足球情有獨鍾，他在2012年一次國際性的球員選拔後，獲時任橫濱FC香港教練李志堅邀請加盟，最終許宏鋒於2012年夏天正式簽約香港甲組足球聯賽球會橫濱FC香港，展開了職業球員生涯，當季上陣4場沒有入球。
許宏鋒在2013年夏天轉投另一甲組球會天行元朗，上陣11場取得一個入球，於2013年9月29日對愉園的聯賽中，許宏鋒以後備入替身份，並於完場前補時階段接應隊友趙俊傑傳中，近門頭鎚頂入其處子入球，為球隊追成2–2完場，賽後許宏鋒獲大批傳媒採訪，不過季後元朗管理層未有跟他續約。
2014年夏天，許宏鋒轉投第二級別聯賽球隊公民，效力期間表現出色至2015年1月為公民上陣20場取得18個入球成為當前的華人神射手，他在甲組的1年間獲前隊友趙俊傑介紹一名任地產代理經理的南華球迷，讓許宏鋒可在不影響練習及比賽之下在地產代理工作，其後許宏鋒在香港老牌球會南華接受測試而且很大機會加盟，許宏鋒於2015年2月在經公民教練貝可泓及球隊助理教練佐真奴（與勞德代爾堡前鋒擁有者之一朗拿度為少年時代隊友）協助下決定遠赴北美足球聯賽球會勞德代爾堡前鋒接受測試為期2至3週，在首課訓練的3項體能訓練中他在30米短跑及彈跳能力的表現在小組首2名，並於2015年2月18日雖然代表勞德代爾堡前鋒的友賽以2–7大敗於瑞超球會赫根，但僅隨隊三日的許宏鋒已能在瑞超球會身上取得入球，雖然得到隊友及教練讚賞惟球會因外援名額有限許宏鋒最終未能獲得一紙長約，而勞德代爾堡前鋒稍後簽入海地國腳馬些連但球隊仍有意讓許宏鋒隨隊跟操多一段時間。
2015年7月，許宏鋒加盟香港超級聯賽球會標準流浪，於2015年9月13日主場以1–2不敵東方的聯賽在35分鐘取得首個香港超級聯賽入球，不過在半季後因隊內欠後防球員而被時任標準流浪教練列卡度調任左後衛以迎合球會和未來香港隊的需要，直到2016年6月13日轉型後的許宏鋒吸引冠忠南區主教練鄭兆聰垂青將他羅致成為球會「5後衞陣式」中重要一員，首季上陣25場取得1個入球的他在2015年12月20日當選球隊11月份最佳球員，於2017年2月18日主場以6–0大勝標準灝天的聯賽取得加盟後的首個入球。
2021-22球季，許宏鋒加盟乙組球會駿英九龍城。
2022-23球季，許宏鋒加盟香港甲組聯賽球會中西區。

## 國際賽生涯
2015年3月，許宏鋒以香港U23代表隊成員身份，前往高雄參加2016年U23亞錦賽，在第二場賽事以1–2敗於緬甸U23之後，教練金判坤安慰了錯失入球機會的許宏鋒，他表示許宏鋒跟大港腳的麥基同樣，能靠自身跑動找到入球機會和善於尋找空間，盼其加強埋門把握。2015年，許宏鋒先後入選第38屆省港盃和第71屆港澳埠際賽的球員名單，並已正選和後備身份登場。

## 榮譽

### 球會
標準流浪
- 預備組聯賽冠軍：2015/16

中西區
- 香港甲組聯賽冠軍：2022/23
- 香港足總盃初級組冠軍：2022/23、2023/24

### 國家隊
香港代表隊
- 港澳埠際賽冠軍：2015

### 個人
- NIKE CUP男子U16組別 神射手：2009
- 冠忠南區 每月最佳球員：2016年11月